# Замок Бельмонте
Замок Бельмонте (исп. Castillo de Belmonte) — укреплённая резиденция, выстроенная в 1456—1470 гг. в Бельмонте близ Куэнки королевским фаворитом Хуаном Пачеко. Внутренний двор решён в виде равностороннего треугольника, который окружают стены построенные в форме шестиконечной звезды. Принадлежит герцогу де Пеньяранда.
Замок расположен недалеко от водохранилища Аларкон в провинции Куэнка, в составе автономного сообщества Кастилия — Ла-Манча на границе с провинцией Толедо в Испании. Возвышается над одноимённым поселением на холме Сан-Кристобаль.

## История
В местности, где расположен замок, были некогда золотые прииски, которые разрабатывали ещё древние римляне, они же и построили первые крепостные укрепления на месте данного замка. Хуан Пачеко, родившийся в Бельмонте, начал строительство нынешнего замка в 1456 году и завершил его 14 лет спустя. Не исключено, что строителем был крайне востребованный в то время Хуан Гуас.
В этом замке Пачеко прятал некоторое время Хуану Бельтранеху от нападок кастильской знати, которая не признавала законность её рождения. Одни из ворот замка впоследствии назвали в честь Хуаны. Согласно легенде, девушка сбежала из замка полураздетой, не веря своему покровителю и доверенному лицу короля, Хуану Пачеке.
Потомки Пачеко, герцоги Эскалона, уделяли замку мало внимания и редко здесь бывали. В 1622 году он перешёл от рода Мануэлес к семейству Манрике де Лара, члены которого получили от короля титул маркизов де Бельмонте. К началу XIX века замок окончательно обветшал и пришёл в запустение.
Своим нынешним видом замок обязан Евгении Монтихо. В 1857 году, после брака с Наполеоном III, императрица инициировала восстановление наследия своих предков. Внутренний двор был облицован плиткой, к некоторым башням были подведены лестницы, обновлены были ветхие крыши на башнях. После Монтихо замок унаследовали потомки её старшей сестры — герцоги Пеньяранда (младшая ветвь дома Альба).

## Архитектура

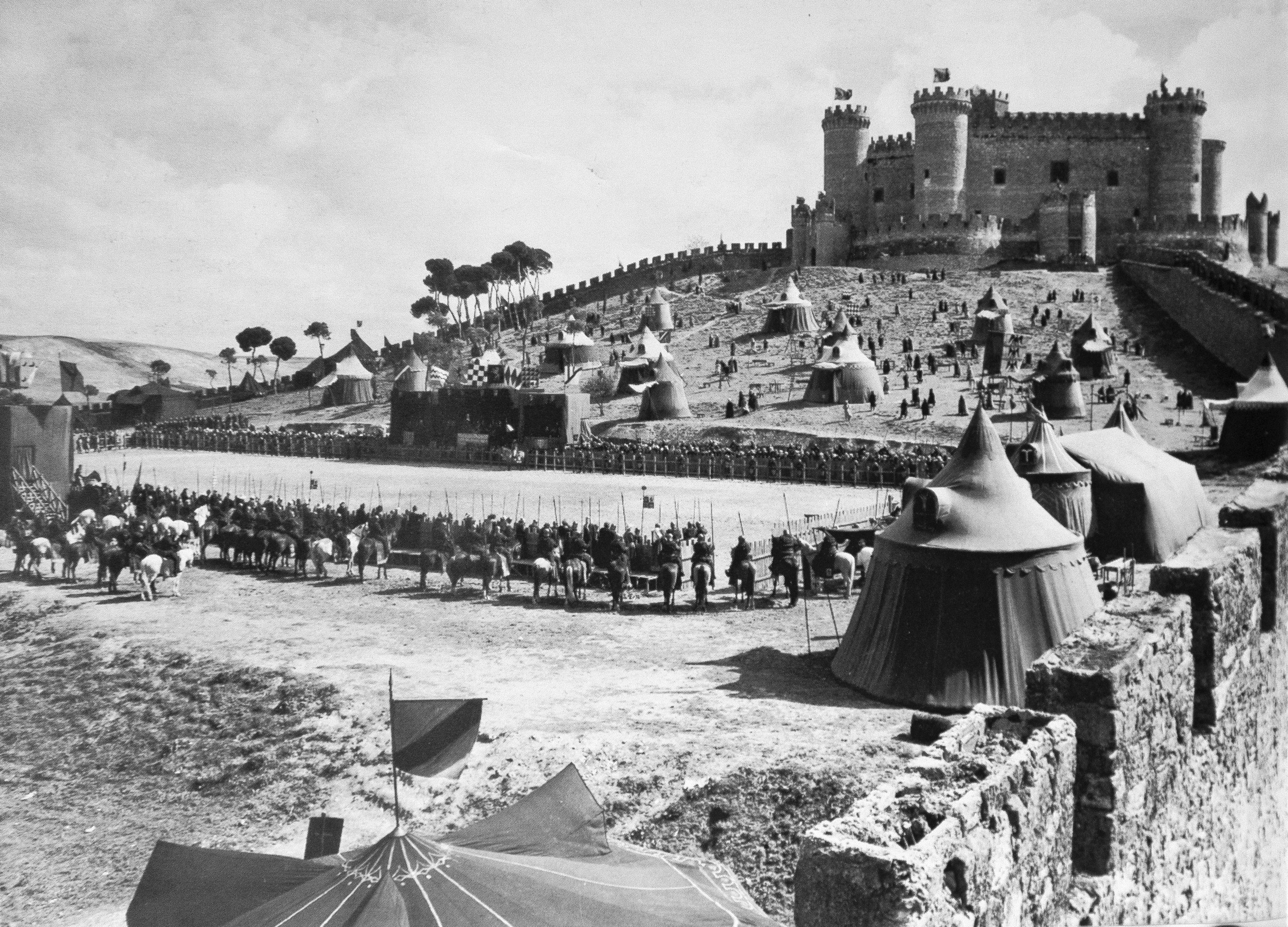
Кадр из фильма «Эль Сид» (1961)

Замок построен в мосарабском стиле, в частности это отчётливо видно по круглым башням с выступающими бастионами. Во внутренней части находится треугольный двор, своды которого украшены резными каменными каминами, кессонными потолками, лепниной в мавританско-готическом стиле. На главных воротах сохранились геральдические знаки маркизов Вильена.

## Современный период
В 1932 году замок объявлен национальным памятником. В настоящее время в замке находится музей. В частности, в одном из залов музея сохранилась мебель и внутреннее убранство замка, которое сохранила и обновила императрица Евгения. С северной крепостной башни открывается живописный вид на посёлок Бельмонте и его окрестности.
В замке Бельмонте и его окрестностях снимались такие фильмы, как «Эль Сид» (1961), «Плоть и кровь» (1985), «Дон Кихот Мигеля де Сервантеса» (1991), «Дыхание дьявола» (1993), «Хуана Безумная» (2001) и др.